# Edward O’Rourke
Edward Aleksander Władysław O’Rourke (ur. 26 października 1876 w Basinie, zm. 27 czerwca 1943 w Rzymie) – polski duchowny rzymskokatolicki, hrabia rosyjski, biskup diecezjalny ryski w latach 1918–1920, administrator apostolski Wolnego Miasta Gdańska w latach 1922–1926, biskup diecezjalny gdański w latach 1926–1938, od 1938 biskup senior diecezji gdańskiej.

## Życiorys
Urodził się w Basinie, wówczas w guberni mińskiej. Był synem hr. Michała Łazarza O’Rourkego (1824–1894), pochodzącego ze starej irlandzkiej rodziny, i Anieli Bochwic herbu Radwan (zm. 1919).
W latach 1888–1890 uczył się w prywatnym gimnazjum oo. Jezuitów w Bąkowicach, następnie w latach 1892–1898 pobierał nauki w Rydze i Wilnie. 3 czerwca 1898 zdał w Rydze maturę. W latach 1898–1903 studiował na Politechnice w Rydze ekonomię i handel. W tym czasie działał w polskiej korporacji akademickiej „Arkonia”. W latach 1903–1908 odbył studia prawnicze na uniwersytecie w szwajcarskim Fryburgu i teologiczne na uniwersytecie w Innsbrucku. Niższe święcenia kapłańskie otrzymał w 1907 w Wołkowysku, wyższe w tym samym roku w Kownie.
W latach 1908–1911 był profesorem historii Kościoła oraz języków francuskiego i niemieckiego w seminarium duchownym w Petersburgu, jednocześnie był duszpasterzem w osiedlu robotniczym Kołpino k. Petersburga. Od 1911 do 1917 był proboszczem wielonarodowościowej parafii św. Stanisława w Petersburgu. Z wiernymi musiał się porozumiewać po rosyjsku, polsku, litewsku, łotewsku, niemiecku i angielsku. W 1912 został honorowym kanonikiem kapituły mohylewskiej w Petersbugu. Po wybuchu I wojny światowej uczestniczył w pracach Polskiego Towarzystwa Pomocy Ofiarom Wojny. W latach 1917–1918 był wikariuszem generalnym diecezji mińskiej. W tym samym czasie należał do Rady Polskiej Ziemi Mińskiej.
29 września 1918 został mianowany biskupem diecezjalnym diecezji ryskiej. Święcenia biskupie przyjął 15 grudnia 1918 w katedrze św. Stanisława i św. Władysława w Wilnie. Udzielił mu ich Jerzy Matulewicz, biskup diecezjalny wileński, w asyście Franciszka Karewicza, biskupa diecezjalnego żmudzkiego, i Kazimierza Mikołaja Michalkiewicza, prałata kapituły katedralnej w Wilnie. Władzę w diecezji ryskiej przejął w 1919. Przeprowadził reorganizację Kościoła katolickiego na Łotwie i dbał o należyty poziom nauczania w seminariach duchownych, ale ze względu na swe niełotewskie pochodzenie napotykał duże trudności. 10 kwietnia 1920 z powodów narodowościowych (nie był Łotyszem) złożył rezygnację z funkcji biskupa ryskiego. W latach 1920–1921 był biskupem tytularnym Canei i delegatem apostolskim na kraje bałtyckie.

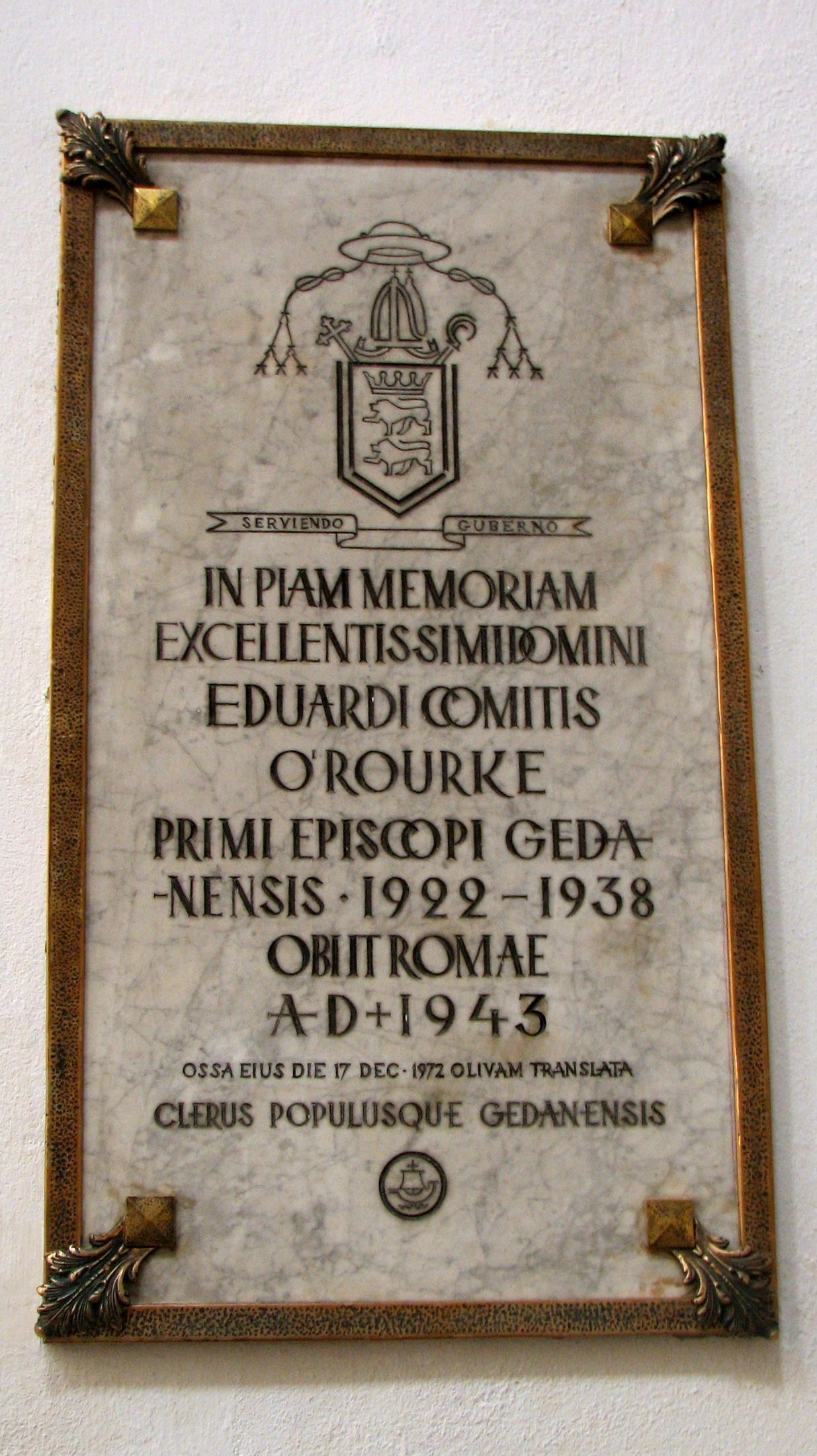
Tablica upamiętniająca biskupa Edwarda O'Rourkego na ścianie bazyliki archikatedralnej w Gdańsku-Oliwie

21 kwietnia 1922 został administratorem apostolskim Wolnego Miasta Gdańska ze stolicą tytularną Pergamon. 2 stycznia 1926 został mianowany biskupem diecezjalnym diecezji gdańskiej. Ingres do katedry Trójcy Świętej w Gdańsku-Oliwie odbył 1 czerwca 1926. W sposób szczególny dbał o kaszubską ludność katolicką, odprawiał specjalne nabożeństwa dla polskojęzycznych dzieci, wydał polski śpiewnik kościelny i książeczkę do nabożeństwa, żądał od studentów w seminarium duchownym znajomości języka polskiego, na koniec uzyskał u papieża Piusa XI zezwolenie na utworzenie czterech polskich parafii personalnych w Wolnym Mieście, do czego jednak nie doszło ze względu na protesty opanowanego przez nazistów senatu gdańskiego pod przywództwem Arthura Greisera. Po złożeniu funkcji 13 czerwca 1938 został biskupem tytularnym Sofii.
26 stycznia 1939 zrezygnował z obywatelstwa Wolnego Miasta Gdańska i przyjął obywatelstwo polskie. W tym samym roku udał się do Wsielubia k. Nowogródka do brata stryjecznego Karola Rourkego. Po inwazji ZSRR przeniósł się do Wilna, gdzie przebywał do 1941. Jesienią 1941 z pomocą znajomego generała niemieckiego przedostał się przez Królewiec i Berlin do Rzymu. Zmarł tamże w szpitalu sióstr elżbietanek 27 czerwca 1943.
W 1930 był współkonsekratorem podczas sakry biskupa warmińskiego Maximiliana Kallera.
17 grudnia 1972 jego szczątki sprowadzono do Gdańska i złożono w kaplicy opackiej (obecnie krypta biskupów gdańskich) w katedrze oliwskiej.